# Chaerophyllum
Chaerophyllum es un género de plantas herbáceas perteneciente a la familia Apiaceae. Es originario de Europa, Asia, Norteamérica,  y Norte de África. Comprende 198 especies descritas y de estas, solo 46 aceptadas.

## Taxonomía
El género fue descrito por Carlos Linneo y publicado en Species Plantarum 1: 258–259. 1753. La especie tipo es: Chaerophyllum temulum

## Especies
| - Chaerophyllum aromaticum - Chaerophyllum astrantiae - Chaerophyllum atlanticum - Chaerophyllum aureum - Chaerophyllum azoricum - Chaerophyllum bulbosum - Chaerophyllum byzantinum - Chaerophyllum caucasicum - Chaerophyllum colensoi - Chaerophyllum crinitum - Chaerophyllum elegans - Chaerophyllum hakkiaricum - Chaerophyllum hirsutum - Chaerophyllum humile | - Chaerophyllum khorossanicum - Chaerophyllum libanoticum - Chaerophyllum macropodum - Chaerophyllum macrospermum - Chaerophyllum magellense - Chaerophyllum meyeri - Chaerophyllum nivale - Chaerophyllum nodosum - Chaerophyllum prescottii - Chaerophyllum procumbens - Chaerophyllum roseum - Chaerophyllum tainturieri - Chaerophyllum temulum - Chaerophyllum villarsii |